# Кальмозеро
Кальмо́зеро (Кальмъявр; устар. Калмявр) — озеро на реке Иоканга в Ловозерском районе Мурманской области России.
Название Кальмъявр означает «могильное озеро» и происходит из саамского кальм — «могила» и явр — «озеро».
Площадь озера — 9,17 км². Площадь водосборного бассейна — 956 км².
Кальмозеро находится на высоте 213 м над уровнем моря в верхнем течении Иоканги, пересекающей его с запада на восток. С юго-западной стороны в Кальмозеро впадает река Рова.

## Данные водного реестра
По данным государственного водного реестра России относится к Баренцево-Беломорскому бассейновому округу, водохозяйственный участок — реки бассейна Баренцева моря от восточной границы бассейна реки Воронья до западной границы бассейна реки Иоканга (мыс Святой Нос). Речной бассейн — бассейны рек Кольского полуострова, впадающих в Баренцево море.
Код объекта в государственном водном реестре — 02010000911101000005380.